# Zakrzew (gemeente in powiat Lubelski)
De gemeente Zakrzew is een landgemeente in het Poolse woiwodschap Lublin, in powiat Lubelski.
De zetel van de gemeente is in Zakrzew.
Op 30 juni 2004 telde de gemeente 3297 inwoners.

## Oppervlakte gegevens
In 2002 bedroeg de totale oppervlakte van gemeente Zakrzew 75,38 km², waarvan:
- agrarisch gebied: 81%
- bossen: 13%

De gemeente beslaat 4,49% van de totale oppervlakte van de powiat.

## Demografie
Stand op 30 juni 2004:
| Omschrijving                   | Totaal | Totaal | Vrouwen | Vrouwen | Mannen | Mannen |
| ------------------------------ | ------ | ------ | ------- | ------- | ------ | ------ |
| eenheid                        | aantal | %      | aantal  | %       | aantal | %      |
| inwoners                       | 3297   | 100    | 1690    | 51,3    | 1607   | 48,7   |
| bevolkingsdichtheid (inw./km²) | 43,7   | 43,7   | 22,4    | 22,4    | 21,3   | 21,3   |

In 2002 bedroeg het gemiddelde inkomen per inwoner 991,99 zł.

## Administratieve plaatsen (sołectwo)
Annów, Baraki, Boża Wola, Dębina, Karolin, Majdan Starowiejski, Nikodemów, Ponikwy, Szklarnia, Targowisko, Targowisko-Kolonia, Tarnawka Pierwsza, Tarnawka Druga, Wólka Ponikiewska, Zakrzew, Zakrzew-Kolonia.

## Aangrenzende gemeenten
Batorz, Bychawa, Chrzanów, Godziszów, Wysokie, Zakrzówek